# 사상구 (선거구)
부산 사상구는 대한민국의 국회의원 선거구이다. 부산광역시 사상구 일대를 관할한다. 현 지역구 국회의원은 국민의힘의 김대식이다.

## 역사
2000년 대한민국 제16대 국회의원 선거를 앞두고 사상구 갑, 사상구 을 선거구가 통합되면서 신설되었다.

## 관할 구역
| 대수      | 관할 구역   |
| --------- | ----------- |
| 16대~현재 | 사상구 일원 |

## 역대 국회의원
| 선거   | 정당 | 정당       | 의원   |
| ------ | ---- | ---------- | ------ |
| 2000년 |      | 한나라당   | 권철현 |
| 2004년 |      | 한나라당   | 권철현 |
| 2008년 |      | 한나라당   | 장제원 |
| 2012년 |      | 민주통합당 | 문재인 |
| 2016년 |      | 무소속     | 장제원 |
| 2020년 |      | 미래통합당 | 장제원 |
| 2024년 |      | 국민의힘   | 김대식 |

## 역대 선거 결과

### 대한민국 제16대 국회의원 선거
|  | 65.21% |

|  | 17.85% |

|  | 13.76% |

|  | 3.17% |

### 대한민국 제17대 국회의원 선거
|  | 52.74% |

|  | 43.58% |

|  | 1.38% |

|  | 1.30% |

|  | 0.97% |

### 대한민국 제18대 국회의원 선거
|  | 45.48% |

|  | 36.97% |

|  | 15.70% |

|  | 1.83% |

### 대한민국 제19대 국회의원 선거
|  | 55.04% |

|  | 43.75% |

|  | 0.63% |

|  | 0.56% |

### 대한민국 제20대 국회의원 선거
|  | 37.50% |

|  | 35.87% |

|  | 26.61% |

### 대한민국 제21대 국회의원 선거
|  | 52.03% |

|  | 46.54% |

|  | 0.78% |

|  | 0.63% |

### 대한민국 제22대 국회의원 선거
|  | 52.63% |

|  | 47.36% |

## 같이 보기
- 대한민국의 국회의원 선거구 목록